# Lillestrøm Sportsklubb 2007
Questa voce raccoglie le informazioni riguardanti il Lillestrøm Sportsklubb nelle competizioni ufficiali della stagione 2007.

## Rosa
| N. |                       | Ruolo | Calciatore             |
| -- | --------------------- | ----- | ---------------------- |
| 1  | Norvegia (bandiera)   | P     | Lars Ivar Moldskred    |
| 1  | Germania (bandiera)   | P     | Heinz Müller           |
| 2  | Norvegia (bandiera)   | D     | Anders Rambekk         |
| 3  | Australia (bandiera)  | D     | Shane Stefanutto       |
| 4  | Norvegia (bandiera)   | D     | Eirik Bertheussen      |
| 5  | Danimarca (bandiera)  | D     | Dan Anton Johansen     |
| 6  | Norvegia (bandiera)   | C     | Pål Strand             |
| 7  | Norvegia (bandiera)   | C     | Espen Søgård           |
| 8  | Slovacchia (bandiera) | C     | Martin Husár           |
| 9  | Norvegia (bandiera)   | C     | Johan Petter Winsnes   |
| 10 | Norvegia (bandiera)   | C     | Bjørn Helge Riise      |
| 11 | Norvegia (bandiera)   | A     | Magnus Myklebust       |
| 12 | Norvegia (bandiera)   | A     | Tore Andreas Gundersen |
| 13 | Norvegia (bandiera)   | D     | Frode Kippe            |

| N. |                      | Ruolo | Calciatore              |
| -- | -------------------- | ----- | ----------------------- |
| 14 | Norvegia (bandiera)  | C     | Simen Brenne            |
| 15 | Norvegia (bandiera)  | D     | Marius Johnsen          |
| 16 | Islanda (bandiera)   | C     | Viktor Bjarki Arnarsson |
| 17 | Norvegia (bandiera)  | D     | Martin Vethe            |
| 17 | Australia (bandiera) | C     | Kasey Wehrman           |
| 18 | Norvegia (bandiera)  | A     | Arild Sundgot           |
| 20 | Austria (bandiera)   | C     | Markus Kiesenebner      |
| 21 | Tunisia (bandiera)   | D     | Karim Essediri          |
| 22 | Norvegia (bandiera)  | D     | Lasse Bergan-Foss       |
| 23 | Norvegia (bandiera)  | D     | Pål Steffen Andresen    |
| 25 | Tunisia (bandiera)   | D     | Khaled Mouelhi          |
| 26 | Finlandia (bandiera) | P     | Otto Fredrikson         |
| 27 | Norvegia (bandiera)  | P     | Frode Grodås            |
| 30 | Canada (bandiera)    | A     | Olivier Occéan          |

## Calciomercato

### Sessione invernale
| Arrivi | Arrivi                  | Arrivi      | Arrivi     |
| R.     | Nome                    | da          | Modalità   |
| ------ | ----------------------- | ----------- | ---------- |
| D      | Karim Essediri          | Rosenborg   | definitivo |
| C      | Viktor Bjarki Arnarsson | Víkingur    | definitivo |
| C      | Simen Brenne            | Fredrikstad | definitivo |
| A      | Tore Andreas Gundersen  | Kongsvinger | definitivo |

| Partenze | Partenze         | Partenze | Partenze   |
| R.       | Nome             | a        | Modalità   |
| -------- | ---------------- | -------- | ---------- |
| P        | Per Magne Misund |          | ritiro     |
| P        | Claus Reitmaier  |          | ritiro     |
| D        | Cyril Kali       |          | svincolato |
| C        | Robert Koren     |          | svincolato |
| C        | Michael Mifsud   |          | svincolato |

### Sessione estiva
| Arrivi | Arrivi              | Arrivi     | Arrivi     |
| R.     | Nome                | da         | Modalità   |
| ------ | ------------------- | ---------- | ---------- |
| P      | Lars Ivar Moldskred | Molde      | definitivo |
| D      | Marius Johnsen      | Start      | definitivo |
| D      | Martin Vethe        | Skeid      | prestito   |
| C      | Markus Kiesenebner  | svincolato |            |

| Partenze | Partenze             | Partenze    | Partenze   |
| R.       | Nome                 | a           | Modalità   |
| -------- | -------------------- | ----------- | ---------- |
| P        | Heinz Müller         | Barnsley    | definitivo |
| C        | Martin Husár         | HamKam      | prestito   |
| C        | Kasey Wehrman        | Fredrikstad | definitivo |
| C        | Johan Petter Winsnes | Skeid       | prestito   |

## Risultati

### Campionato

#### Girone di andata
| Arbitro: | Sandmoen |

|                                  |           |  |
| Occean 59’ Sundgot 70’ Riise 83’ | Marcatori |  |

| Arbitro: | Moen (Haugesund) |

|  |           |            |
|  | Marcatori | 40’ Occean |

| Arbitro: | Sandmoen |

|                      |           |            |
| Bergdølmo 76’ (rig.) | Marcatori | 26’ Occean |

| Arbitro: | Skjerven (Kaupanger) |

|                                       |           |              |
| Myklebust 12’ Wehrman 45’ Sundgot 87’ | Marcatori | 29’ Gíslason |

| Arbitro: | Alseth (Stjørdal) |

|              |           |                                             |
| Kihlberg 54’ | Marcatori | 24’ Sundgot 27’ (aut.) Kibebe 32’ Myklebust |

| Arbitro: | Øvrebø (Oslo) |

|                                        |           |         |
| Myklebust 27’ 73’ Riise 71’ Occean 86’ | Marcatori | 7’ Ijeh |

| Arbitro: | Alseth (Stjørdal) |

|                           |           |                    |
| Rushfeldt 29’ Knudsen 35’ | Marcatori | 24’ (rig.) Sundgot |

| Arbitro: | Øvrebø (Oslo) |

|            |           |            |
| Brenne 80’ | Marcatori | 64’ Tchoyi |

| Arbitro: | Moen (Haugesund) |

|                                     |           |            |
| Andresen 54’ (rig.) Helstad 58’ 68’ | Marcatori | 87’ Occean |

| Arbitro: | Hauge (Bergen) |

|  |           |           |
|  | Marcatori | 18’ Berre |

| Arbitro: | Berntsen (Vang) |

|              |           |            |
| Storflor 45’ | Marcatori | 78’ Occean |

| Arbitro: | Sandmoen |

|            |           |  |
| Occean 84’ | Marcatori |  |

| Arbitro: | Hagen (Grue) |

|  |           |                       |
|  | Marcatori | 21’ Søgård 32’ Brenne |

#### Girone di ritorno
| Fredrikstad 22 luglio 2007, ore 18:00 14ª giornata | Fredrikstad     | 0 – 0 referto | Lillestrøm | Fredrikstad Stadion (12.261 spett.)\| Arbitro: \| Helgerud (Lier) \| |
| Arbitro:                                           | Helgerud (Lier) |               |            |                                                                      |

| Arbitro: | Hauge (Bergen) |

|            |           |          |
| Søgård 18’ | Marcatori | 83’ Ruud |

| Arbitro: | Øvrebø (Oslo) |

|                           |           |  |
| Myklebust 27’ Sundgot 90’ | Marcatori |  |

| Arbitro: | Moen (Haugesund) |

|  |           |                                      |
|  | Marcatori | 6’ 74’ Occean 58’ (rig.) 86’ Mouelhi |

| Arbitro: | Alseth (Stjørdal) |

|                                                                    |           |  |
| Sundgot 10’ 45’ 69’ Stefanutto 19’ Occean 40’ 46’ Skiri 75’ (aut.) | Marcatori |  |

| Arbitro: | Hauge (Bergen) |

|            |           |           |
| Gaarde 74’ | Marcatori | 33’ Riise |

| Arbitro: | Sandmoen |

|  |           |                                         |
|  | Marcatori | 10’ Strand 32’ Lindpere 51’ Reginiussen |

| Arbitro: | Skjerven (Kaupanger) |

|                                     |           |             |
| Kjølø 21’ Keller 62’ Gunnarsson 83’ | Marcatori | 45’ Sundgot |

| Arbitro: | Moen (Haugesund) |

|               |           |                                                                  |
| Myklebust 47’ | Marcatori | 14’ Moen 17’ Björnsson 45’ (rig.) Andresen 78’ Helstad 86’ Solli |

| Arbitro: | Hauge (Bergen) |

|                 |           |                                   |
| Þorvaldsson 10’ | Marcatori | 23’ Occean 77’ Sundgot 81’ Brenne |

| Arbitro: | Øvrebø (Oslo) |

|                                                  |           |                 |
| Andresen 24’ Søgård 45’ Brenne 49’ Myklebust 78’ | Marcatori | 36’ (rig.) Koné |

| Kristiansand 28 ottobre 2007, ore 18:00 25ª giornata | Start          | 0 – 0 referto | Lillestrøm | Kristiansand Stadion (11.648 spett.)\| Arbitro: \| Hauge (Bergen) \| |
| Arbitro:                                             | Hauge (Bergen) |               |            |                                                                      |

| Arbitro: | Edvartsen (Hamar) |

|                    |           |             |
| Mouelhi 75’ (rig.) | Marcatori | 29’ Adriano |

### Coppa di Norvegia
| Arbitro: | Lundberg |

|                                                |           |                                                                        |
| Krokhaug 45’ Fredrikson 47’ (aut.) Frogner 89’ | Marcatori | 34’ (aut.) Frogner 38’ Sundgot 56’ 70’ Brenne 62’ Occean 72’ Gundersen |

| Arbitro: | Tømmervold |

|  |           |                                                            |
|  | Marcatori | 19’ Rambekk 49’ Kippe 53’ Riise 60’ Essediri 80’ Gundersen |

| Arbitro: | Staberg |

|                                      |           |  |
| Wehrman 3’ Sundgot 46’ 74’ Husár 83’ | Marcatori |  |

| Arbitro: | Berntsen (Vang) |

|                    |           |  |
| Mouelhi 86’ (rig.) | Marcatori |  |

| Arbitro: | Edvartsen (Hamar) |

|  |           |           |
|  | Marcatori | 65’ Kippe |

| Arbitro: | Hauge (Bergen) |

|                        |           |  |
| Brenne 10’ Sundgot 39’ | Marcatori |  |

| Arbitro: | Staberg |

|  |           |                |
|  | Marcatori | 57’ 90’ Occean |

### Coppa UEFA
| Arbitro: | Whitby |

|                               |           |                     |
| Occean 19’ Sundgot 45’ (rig.) | Marcatori | 45’ (aut.) Andresen |

| Arbitro: | Guliyev |

|                |           |  |
| Boulahfari 49’ | Marcatori |  |